# El encuentro (álbum de Bambi)
El Encuentro es el primer álbum como solista del cantante argentino Bambi. Fue lanzado el 7 de julio de 2017, luego de que el artista lanzara los dos primeros singles: "Color" y "Cuando despiertes". Cuenta además con la participación de la cantante chilena Mon Laferte en la canción "Lo nuestro".

## Antecedentes
Tras el impasse de Tan Biónica, el bajista del grupo decidió apostar a su carrera solista casi al mismo tiempo que su hermano Chano, grabando dos canciones que si bien no tuvieron un impacto demasiado grande en el público, recibieron alabanzas de la crítica en general. Su álbum finalmente fue lanzado el 7 de julio de 2017.

## Lista de canciones
1. «Uno» (3:51)
2. «Cuando despiertes» (3:59)
3. «Laiton» (2:57)
4. «El sendero de los pasos lentos» (3:02)
5. «Lo nuestro» (3:45)
6. «El milagro» (4:43)
7. «18 de abril» (3:44)
8. «El revés» (3:36)
9. «Color» (4:23)
10. «Ya no estoy sólo» (4:41)